# Mailand–Sanremo 1967
Mailand–Sanremo 1967 war die 58. Austragung des Eintagesrennens Mailand–Sanremo. Es wurde am 18. März 1967 für Berufsfahrer über eine Distanz von 288 Kilometer ausgetragen. Mailand–Sanremo gehörte zur Rennserie Super Prestige Pernod. Sieger des Klassikers wurde Eddy Merckx aus Belgien.

## Rennverlauf
196 Radrennfahrer stellten sich dem Starter in Mailand. 50 Kilometer vor dem Ziel gelang 20 Fahrern ein Ausreißversuch. Aus dieser Gruppe setzten sich 20 Kilometer vor dem Ziel Merckx, Motta, Gimondi und Bitossi ab und erreichten das Ziel gemeinsam. Merckx gewann den Sprint gegen die drei Italiener. 116 Fahrer erreichten das Ziel in Sanremo.

## Ergebnis
| Platz | Fahrer                 | Team                     | Zeit            |
| ----- | ---------------------- | ------------------------ | --------------- |
| 1.    | Eddy Merckx            | Peugeot–Michelin–BP      | 6:25:40 Stunden |
| 2.    | Gianni Motta           | Molteni                  | gl. Zeit        |
| 3.    | Franco Bitossi         | Filotex                  | gl. Zeit        |
| 4.    | Felice Gimondi         | Salvarani                | gl. Zeit        |
| 5.    | Georges Van Coningsloo | Pelforth–Sauvage–Lejeune | + 0:04 min.     |
| 6.    | Dino Zandegù           | Salvarani                | gl. Zeit        |
| 7.    | Walter Godefroot       | Flandria–De Clerck       | gl. Zeit        |
| 8.    | Willy Planckaert       | Romeo–Smith’s            | gl. Zeit        |
| 9.    | Gerben Karstens        | Televizier–Batavus       | gl. Zeit        |
| 10.   | Noël Van Clooster      | Flandria–De Clerck       | gl. Zeit        |